# La Siberia
La Siberia – comarca w Hiszpanii, w Estremadurze. Okręg znajduje się w  prowincji Badajoz. Mieszka w nim 21 422 obywateli. Stolicą comarki jest Herrera del Duque. Powierzchnia wynosi 2836,7 km².

## Gminy
Comarca dzieli się na 17 gmin:
- Baterno
- Casas de Don Pedro
- Castilblanco
- Esparragosa de Lares
- Fuenlabrada de los Montes
- Garbayuela
- Garlitos
- Helechosa de los Montes
- Herrera del Duque
- Puebla de Alcocer
- Risco
- Sancti-Spíritus
- Siruela
- Talarrubias
- Tamurejo
- Valdecaballeros
- Villarta de los Montes